# John Dunne
John Mary Dunne (* 8. Juni 1845 in Mitchelstown, County Cork; † 22. August 1919 in Bathurst, New South Wales) war ein römisch-katholischer Geistlicher und Bischof von Bathurst.

## Leben
John Mary Dunne, Sohn des Landwirts Michael Dunne und dessen Frau Mary (geborene Hennessy), wurde von den Christian Brothers in Mitchelstown unterrichtet und besuchte das Mount Melleray College. Danach studierte er am Catholic Missionary College of All Hallows in Drumcondra, Dublin und empfing am 24. Juni 1870 die Priesterweihe durch William Lanigan, Bischof von Goulburn.
Dunne wurde nach Australien entsandt, kam am 2. Februar 1871 in Sydney an und nahm seine Tätigkeit im Bistum Bathurst auf. Im Jahr 1875 wurde er Gemeindepfarrer in Dubbo. 1885 trug ihm Bischof Joseph Patrick Byrne die Verwaltung des Pfarrdistrikts Bathurst auf. Unter seiner Leitung wurde das dortige Kloster der Patrician Brothers gebaut und die Kathedrale vergrößert. 1896 kehrte er auf eigenen Wunsch nach Dubbo zurück und sammelte 4.000 Pfund, um die Schulden der dortigen Kirche zu tilgen. Vier Jahre später, im August 1900, wurde Dunne zum Generalvikar von Bathurst bestellt.
Nach dem Tod von Bischof Byrne wurde Dunne am 12. Januar 1901 durch Papst Leo XIII. zum neuen Bischof von Bathurst ernannt und erhielt am 8. September 1901 durch den Erzbischof von Sydney, Patrick Francis Kardinal Moran, die Bischofsweihe. Mitkonsekratoren waren Jeremiah Joseph Doyle, Bischof von Lismore, und John Gallagher, Bischof von Goulburn.
Dunne stellte sicher, dass in jeder Pfarrgemeinde eine Kirche und sonstige kirchliche Einrichtungen existierten. Durch sein Engagement, unter anderem im Bildungsbereich, war er unter den Menschen des Bistums sehr beliebt. Er starb am 22. August 1919 in der Bischofsresidenz an den Folgen einer Krebserkrankung und wurde am Bathurst cemetery beigesetzt.